# Санта Марија Хое
Санта Марија Хое (итал. Santa Maria Hoè) је насеље у Италији у округу Леко, региону Ломбардија.
Према процени из 2011. у насељу је живело 1938 становника. Насеље се налази на надморској висини од 380 м.

## Становништво
Према резултатима пописа становништва 2011. у општини је живело 2.207 становника.
| 1931. | 1936. | 1951. | 1961. | 1971. | 1981. | 1991. | 2001. | 2011. |
| ----- | ----- | ----- | ----- | ----- | ----- | ----- | ----- | ----- |
| 1.019 | 1.008 | 1.133 | 1.165 | 1.363 | 1.566 | 1.759 | 1.995 | 2.207 |